# Joseph Louis Lagrange
Joseph Louis Lagrange, wł. Giuseppe Lodovico (Luigi) Lagrangia (ur. 25 stycznia 1736 w Turynie, zm. 10 kwietnia 1813 w Paryżu) – włosko-francuski uczony, zawodowo związany też z Królestwem Prus; matematyk, fizyk matematyczny i astronom teoretyczny. Profesor Pruskiej Akademii Nauk w Berlinie, paryskiego École normale supérieure i École polytechnique, członek Francuskiej Akademii Nauk i Towarzystwa Królewskiego w Londynie (ang. Royal Society).
Lagrange zajmował się głównie analizą, algebrą, teorią liczb, mechaniką klasyczną, grawitacją i zastosowaniem dwóch ostatnich dziedzin do mechaniki nieba. Miał wkład do analizy rzeczywistej jednej i wielu zmiennych, rachunku wariacyjnego, teorii interpolacji, algebry wielomianów i podstaw teorii grup permutacji. Jest też twórcą mechaniki analitycznej i współtwórcą układu metrycznego.
Jego zasługi uhonorowano pochówkiem w paryskim Panteonie, umieszczeniem nazwiska na wieży Eiffela, pomnikiem, nazwami co najmniej kilkunastu pojęć naukowych oraz paru obiektów astronomicznych.

## Życiorys

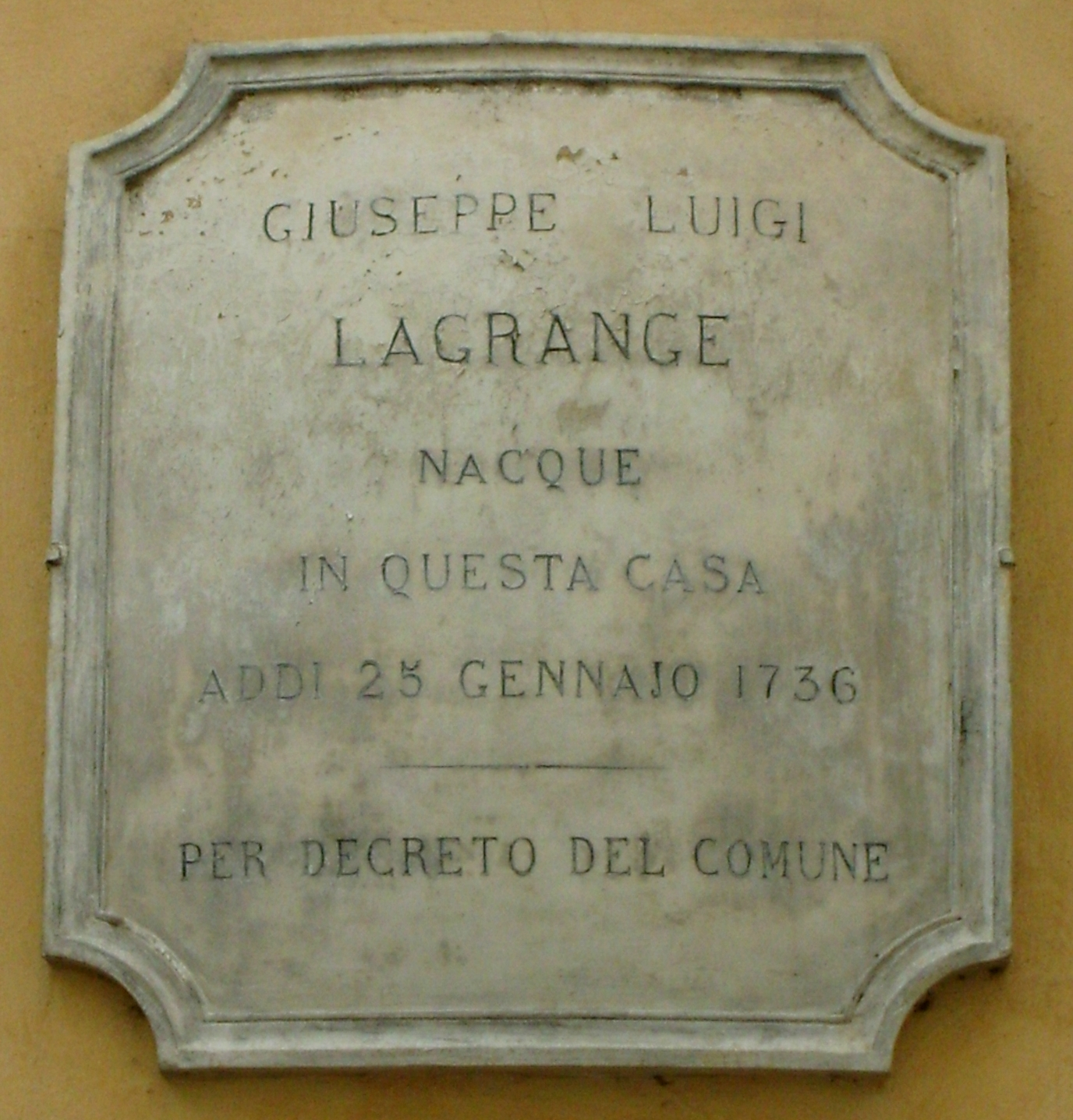
Tablica w Turynie upamiętniająca miejsce narodzin Lagrange’a

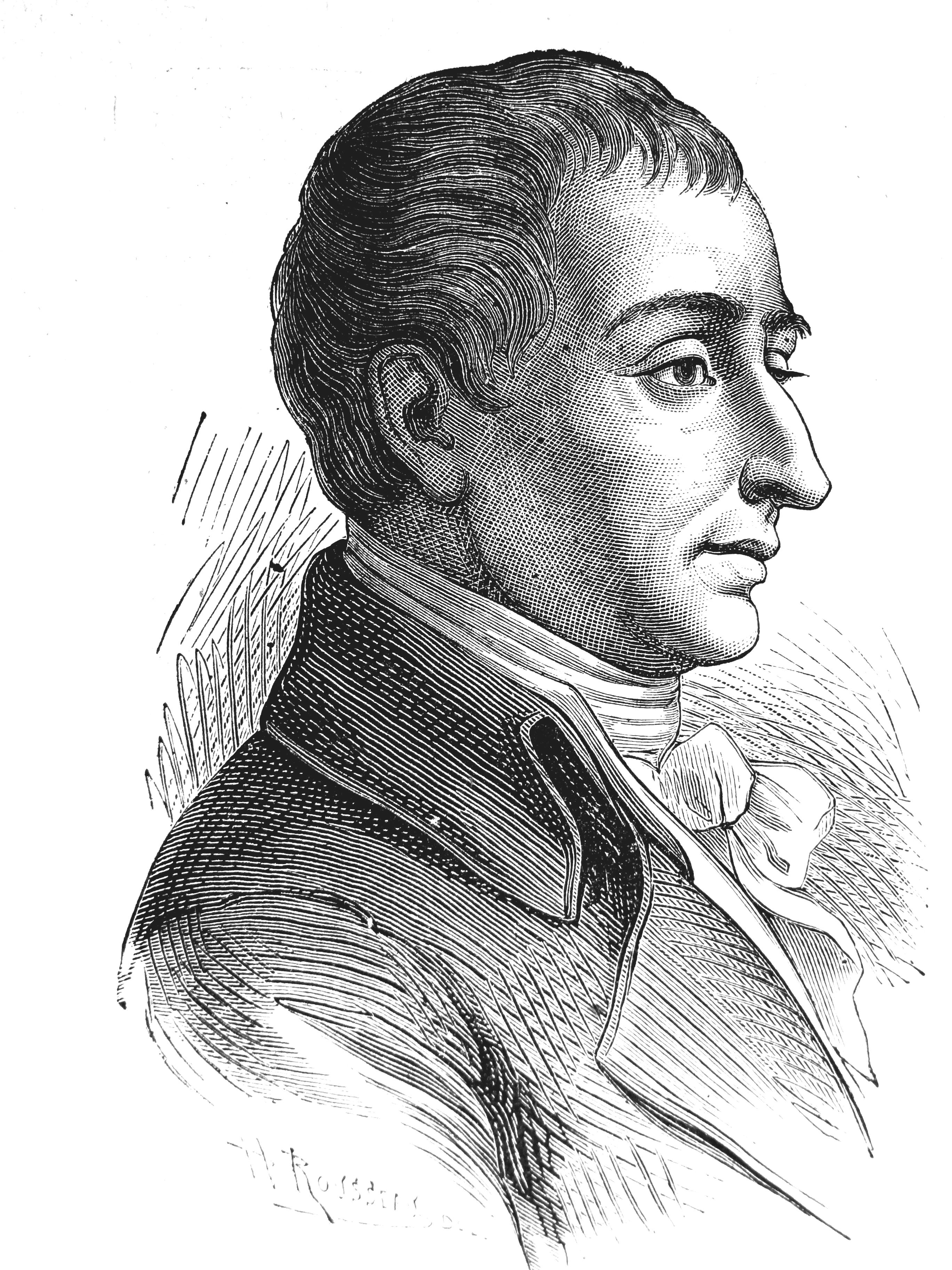
Rycina z Lagrange’em

### Młodość
Ojciec Lagrange’a zarządzał kasą garnizonu wojskowego na Sardynii, co zapewniało rodzinie wysoki status społeczny i materialny, ale utracił majątek w wyniku spekulacji i młody Lagrange musiał samodzielnie zapracować na swoją pozycję. Uczył się w kolegium w Turynie; gdy w wieku siedemnastu lat przypadkiem wpadły mu w ręce wspomnienia Edmunda Halleya, skierował zainteresowania ku matematyce. Studia w tej dziedzinie podjął samodzielnie i już po roku wytężonej pracy stał się wykwalifikowanym matematykiem. Wysiłki Lagrange’a zostały docenione i w wieku lat dziewiętnastu mianowano go wykładowcą matematyki w szkole artylerii.

#### Euler
Karierę matematyka Lagrange rozpoczął od rozwiązania zagadnienia izoperymetrycznego. Przedstawił je w liście do Leonharda Eulera, najsłynniejszego matematyka epoki. Metoda Lagrange’a była nowatorska i elegancka – Lagrange stworzył podstawy rachunku wariacyjnego i przy jego pomocy rozwiązał problem, który od półwiecza zaprzątał umysły matematyków.
Równie elegancko zachował się Euler, który doszedł do podobnych wyników innymi metodami. Uznając wyższość metody Lagrange’a, wstrzymał publikację swojej pracy na ten temat, aby umożliwić prezentację rezultatów młodego matematyka. Sam termin rachunek wariacyjny pochodzi od Eulera, ale pierwszeństwo w stworzeniu nowej gałęzi analizy matematycznej przypada w udziale Lagrange’owi, który dzięki temu natychmiast zyskał uznanie kolegów.

#### Okres turyński
W roku 1758 Lagrange założył wraz z grupą uczniów towarzystwo naukowe, które później zostało wchłonięte przez Akademię w Turynie. Prace członków towarzystwa zebrane są w kilku tomach zatytułowanych Miscellanea Taurinensia – znajduje się tu również większość rozpraw Lagrange’a z turyńskiego okresu jego działalności. Lagrange zajmował się wtedy między innymi teorią rozchodzenia się dźwięku i zauważył błąd w wyjaśnieniu tego zjawiska dokonanym przez Newtona. Podał ogólne równanie różniczkowe opisujące rozchodzenie się fali dźwiękowej i rozwiązał je w przypadku jednowymiarowym. Rozwiązał też w ogólnym przypadku zagadnienie drgań poprzecznych struny – poprzednie rozwiązania, podane przez Taylora, d’Alemberta i samego Eulera dotyczyły jedynie szczególnych sytuacji. Uzyskane wyniki pozwoliły mu na opisanie zjawisk echa, odbicia i interferencji fal dźwiękowych.
Inne prace Lagrange’a zamieszczone w Miscellanea dotyczą rachunku prawdopodobieństwa, rachunku wariacyjnego (Lagrange sformułował wówczas zasadę najmniejszego działania), rachunku całkowego, zagadnienia ruchu trzech ciał oraz rozwiązania jednego z problemów Fermata: dla danej liczby naturalnej n, która nie jest kwadratem, znaleźć taką liczbę naturalną x, by x2n + 1 było kwadratem liczby naturalnej. W pracach z dziedziny algebry Lagrange opisał szczegółowo algorytm sprowadzania formy kwadratowej do postaci kanonicznej.

#### Kłopoty ze zdrowiem
Bezustanna i wyczerpująca praca odbiła się jednak na zdrowiu Lagrange’a. Pierwsze problemy pojawiły się w roku 1761, gdy Lagrange znajdował się u szczytu swoich możliwości twórczych. Zachodziła obawa o jego zdrowie psychiczne – lekarze wymusili na nim zmianę trybu życia, co przyniosło poprawę stanu zdrowia, jednak napady głębokiej melancholii co jakiś czas powracały.

### Wiek dojrzały

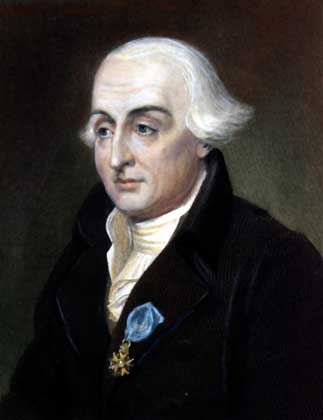
Lagrange na jednym z portretów

#### Ruch Księżyca
Kolejne prace Lagrange’a opublikowane w 1764 dotyczą libracji Księżyca i wyjaśnienia, dlaczego z Ziemi widać cały czas tylko jedną jego stronę. Rozwiązując te problemy, Lagrange rozważał pojęcie pracy wirtualnej, które później stało się jednym z podstawowych pojęć mechaniki teoretycznej.

#### Berlin
Lagrange wybrał się do Londynu, jednak w drodze rozchorował się i zmuszony został do pobytu w Paryżu. Przyjęto go tutaj z honorami, co wywarło wrażenie na Lagrange’u i do prowincjonalnego Turynu wracał już niechętnie. Szybko więc przystał na złożoną mu w 1766 roku przez Fryderyka II ofertę objęcia opuszczonej właśnie przez Leonharda Eulera katedry matematyki Akademii w Berlinie. Król Prus zaproszenie swe ujął w formę propozycji nie do odrzucenia: Koniecznym jest, by największy z geometrów żył u boku największego z królów – należy tu wyjaśnić, że do połowy XIX wieku termin geometra oznaczał po prostu matematyka.
Kolejne dwadzieścia lat swego życia spędził więc Lagrange w Prusach. Stał się obok Eulera najbardziej uznanym matematykiem Europy, a jego prace publikowane były teraz w biuletynach akademii berlińskiej, paryskiej i turyńskiej. W Prusach powstało jego opus magnum – Mécanique analytique (Mechanika analityczna), książka będąca pierwszym podręcznikiem mechaniki teoretycznej.
Wkrótce po przyjeździe do Berlina Lagrange ożenił się, ale małżeństwo nie okazało się szczęśliwe – jego żona zmarła zresztą niedługi czas po ślubie.
Lagrange był faworytem króla, który często rozwodził się nad korzyściami płynącymi z doskonale zorganizowanego życia. Lagrange wziął sobie do serca dywagacje starego króla i zaczął traktować swój umysł i ciało, jakby były to urządzenia mechaniczne. Ustalił eksperymentalnie ilość pracy, jaką mógł wykonać bez narażania się na przemęczenie. Każdego wieczoru planował zadania do wykonania na dzień następny, a po ukończeniu każdego z nich, robił krótki przegląd omawianych zagadnień i dowodów i rozważał, czy nie można zaprezentować ich w doskonalszej formie. Taka metoda przynosiła rezultaty – przygotowując prace do publikacji Lagrange nie dokonywał w nich skreśleń ani poprawek.

#### Okres pruski

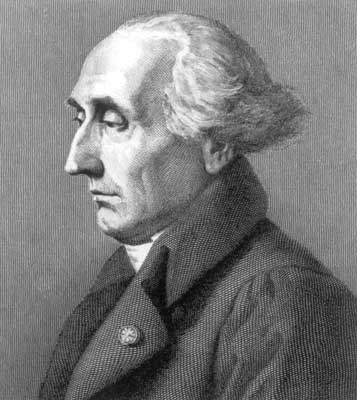
Dojrzały Lagrange na rycinie

Osiągnięcia Lagrange’a z okresu pobytu w Prusach są imponujące. Oprócz Mécanique analytique napisał przeszło sto prac (źródła na ten temat różnią się, w zależności od przyjmowanych kryteriów), opublikowanych przez akademie w Turynie, Berlinie i Paryżu. Wiele z nich to prace duże objętościowo, wszystkie zaś dotyczą trudnych zagadnień teoretycznych. Wyjąwszy krótkie okresy choroby, Lagrange publikował średnio jedną pracę miesięcznie. Poniższe omówienie dotyczy jedynie fragmentów tematyki, którą w latach 1766–1785 zajmował się uczony.

##### Astronomia
Ważnym problemem poruszanym w Mécanique analytique jest zagadnienie ruchu trzech ciał we własnym polu grawitacyjnym. W przypadku ogólnym problem ten nie daje się rozwiązać analitycznie i trzeba odwołać się do metod numerycznych. Lagrange rozważał szczególny przypadek układu trzech ciał, gdy dwa z nich mają masy duże w stosunku do masy trzeciego, a wszystkie trzy ciała poruszają się w jednej płaszczyźnie. Okazuje się, że wówczas istnieje pięć punktów libracji (zwanych też punktami Lagrange’a), w których mniejsze ciało będzie zachowywało stałe położenie względem dwóch wirujących ciał większych. Dwa z punktów Lagrange’a mają szczególne znaczenie, są bowiem punktami równowagi stabilnej (niewielkie zaburzenie pozycji ciała nie wytrąci układu z równowagi). Teoria Lagrange’a została potwierdzona w sto lat po jego śmierci, gdy w układzie Słońce-Jowisz odkryto w punktach Lagrange’a dwie grupy planetoid: Greków i Trojańczyków.
Kolejna praca z astronomii poruszała problemy obserwacji ciał niebieskich: jak na podstawie zgromadzonych obserwacji astronomicznych otrzymać wynik najbardziej zbliżony do rzeczywistego położenia obserwowanego obiektu; w innych Lagrange analizował układ Jowisza i jego księżyców oraz perturbacje ruchu komet. Wiele z tych prac pisanych było na konkursy ogłaszane przez Akademię Francuską.

##### Algebra
Większość prac z okresu pruskiego dotyczących algebry publikowana była przez Akademię w Berlinie. Lagrange zajmował się w nich głównie rozwiązalnością równań algebraicznych i uzyskał w tej dziedzinie ważne rezultaty.
Przede wszystkim uzupełnił luki w podanym przez Eulera dowodzie Zasadniczego Twierdzenia Algebry – niestety prace obu uczonych poszły w zapomnienie i pierwszeństwo dowodu przypadło w udziale Gaussowi. Dowód Lagrange’a (i Eulera) w opinii współczesnych matematyków jest jednak poprawny i jest podstawą tak zwanych „dowodów algebraicznych”, czyli korzystających z metod analizy w minimalnym stopniu.
Wiele prac Lagrange’a dotyczy rozwiązalności równań algebraicznych dowolnego stopnia. Po wskazaniu metody, jak rozwiązanie równania stopnia 3 lub 4 sprowadzić do rozwiązania kilku równań niższego stopnia, Lagrange próbował użyć tej samej techniki do równań stopnia wyższego niż 4. Niestety, otrzymane w tym przypadku równania były już stopnia wyższego niż równanie wyjściowe. Wobec tego Lagrange rozważał wartości funkcji wymiernych wielu zmiennych dla argumentów będących pierwiastkami danego równania i starał się ustalić jak zmieniają się one przy permutowaniu pierwiastków. To doprowadziło go do badania własności grupy permutacji zbioru pierwiastków. Mimo iż nie używał pojęcia grupy (wprowadził je kilkadziesiąt lat później Ewaryst Galois), Lagrange dowiódł jednego z podstawowych twierdzeń teorii grup, nazwanego później jego imieniem.
Kilkanaście lat po opublikowaniu wyników Lagrange’a jego metody wykorzystał Paolo Ruffini, który dowiódł, że ogólne równanie piątego stopnia nie daje się rozwiązać metodami algebraicznymi. Jego dowód nie został jednak uznany przez profesjonalnych matematyków (Ruffini był z zawodu lekarzem) i trzeba było czekać następne trzydzieści lat na dowód tego faktu przez Abela.

##### Teoria liczb
Wiele prac z okresu pruskiego dotyczy teorii liczb. Lagrange udowodnił w nich między innymi twierdzenie mówiące, że dowolna liczba naturalna może być przedstawiona jako suma czterech kwadratów liczb całkowitych, podał dowód pełnej wersji twierdzenia Wilsona, dowody kilku pozostawionych bez dowodu wyników Fermata, znalazł metodę znajdowania dzielników liczb postaci x2 + ay2. Dowiódł też jednego z podstawowych faktów dotyczących kongruencji wyższych stopni – jak w przypadku grupy i tu Lagrange nie operował pojęciem kongruencji, które zostało wprowadzone dopiero później przez Gaussa.

##### Miscellanea
Lata 1772–1785 przyniosły też szereg prac dotyczących teorii równań różniczkowych, w szczególności zaś równań różniczkowych cząstkowych, których teorię właściwie Lagrange stworzył. Oprócz tego kontynuował badania w dziedzinie astronomii. Ważniejsze z nich dotyczą opisu pola grawitacyjnego ciał elipsoidalnych i są oparte na wcześniejszych rozważaniach Maclaurina, ruchu Księżyca – Lagrange wprowadził w nich pojęcie potencjału grawitacyjnego, stabilności orbit planetarnych, ustalanie orbity komety na podstawie trzech obserwacji. Są też prace z teorii interpolacji – pewne zagadnienia w tych dziedzinach zostały ostatecznie rozwiązane przez Lagrange’a. Z tego też okresu pochodzi pojęcie wielomianu Lagrange’a oraz ważna w teorii funkcji wielu zmiennych metoda czynników Lagrange’a.

##### Mécanique analytique

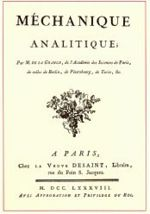
Okładka Méchanique analytique

To dzieło Lagrange’a wymaga specjalnego omówienia. Mécanique analytique uważana jest za początek mechaniki teoretycznej, nowej dyscypliny matematycznej. Lagrange wprowadza tu pojęcie pracy wirtualnej i z pomocą rachunku wariacyjnego wyprowadza z zasady pracy wirtualnej całą mechanikę bryły sztywnej i mechanikę płynów.
Udało się to osiągnąć Lagrange’owi dzięki wprowadzeniu współrzędnych uogólnionych. W przeciwieństwie do Eulera i d’Alemberta, którzy rozważali z osobna ruch każdego ciała tworzącego badany układ, Lagrange opisał zachowanie układu ciał za pomocą pewnej liczby zmiennych, w ilości równej liczbie stopni swobody danego układu ciał. Następnie zauważył, że energia kinetyczna i potencjalna układu dają się opisać za pomocą tych zmiennych i odpowiedniego równania różniczkowego. Prowadzi to w prostej drodze do teorii układów dynamicznych, a bezpośrednim wnioskiem z jego teorii jest zasada najmniejszego działania.
Matematycy często mówią o pięknie i elegancji niektórych teorii matematycznych. Dzieje się tak zazwyczaj wtedy, gdy prostota środków jakimi posługuje się teoria, narzucająca się oczywistość wniosków i wewnętrzna logika porażają czytelnika. Hamilton, jeden z kontynuatorów dzieła Lagrange’a, wyraził opinię, że w tym sensie Mécanique można porównać jedynie do poematu.
Lagrange był dumny z tego, że jego dzieło nie zawiera ani jednego wykresu i sprowadza mechanikę do działu czystej matematyki. Z powodu zaawansowania technicznego żaden wydawca nie chciał podjąć się druku jego dzieła. W końcu, udało się Lagrange’owi znaleźć firmę w Paryżu, która pod jego nadzorem wydała Mécanique w 1788 roku.

#### Francja
Po śmierci Fryderyka II w 1787 roku Lagrange przyjął zaproszenie Ludwika XVI i przeniósł się z Berlina do Paryża, odrzuciwszy podobne oferty z Hiszpanii i Neapolu. Na dworze królewskim przyjęto go z honorami i przyznano mu osobny apartament w pałacu królewskim w Luwrze. Początki pobytu we Francji nie były jednak pomyślne – Lagrange cierpiał na jeden z napadów melancholii. Z apatii wyrwał go wybuch Rewolucji, który najpierw wywołał jego zaciekawienie, a następnie przerażenie rozwojem wypadków.
W pełni rewolucyjnego zamętu, w 1792 roku, pięćdziesięciosześcioletni wówczas Lagrange poślubił znacznie młodszą od siebie kobietę, z którą udało mu się stworzyć udany związek małżeński.
Zdziczenie i bezhołowie, jakie zapanowało we Francji podczas Rewolucji, dobrze ilustrują dalsze fakty z życia Lagrange’a. Wydany w grudniu 1793 roku dekret o cudzoziemcach wymieniał z nazwiska Lagrange’a jako osobę, która podlega wydaleniu. Mimo to, zaproponowano mu przewodniczenie komisji do spraw reformy systemu miar i wag. Lagrange wyraził zgodę i to głównie jego autorytetowi zawdzięczamy wprowadzenie we Francji, a następnie w całej kontynentalnej Europie i na świecie, systemu metrycznego wraz z podziałem każdej jednostki na dziesięć podjednostek niższego rzędu. Zmiany te zostały ostatecznie wprowadzone w życie w roku 1799.
Po zajęciu północnych Włoch przez wojska Republiki zarządzający okupowanymi terenami w 1796 roku otrzymał polecenie złożenia gratulacji ojcu Lagrange’a w uznaniu zasług syna; sam Lagrange zaś obsypywany był zaszczytami. Na szczęście dla Lagrange’a Republika potrzebowała matematyków – dwa lata wcześniej Antoine Lavoisier nie miał tyle szczęścia.

##### École normale supérieure
W roku 1795 Lagrange otrzymał katedrę matematyki w nowo utworzonej szkole wyższej École normale supérieure. Była to uczelnia z założenia humanistyczna, a wykłady, jakie tu dawał, prowadzone były na elementarnym poziomie i nie zawierały nowych idei. Mimo to zostały opublikowane – zadecydowały o tym względy ideologiczne. Wydany przez „przedstawicieli ludu” dekret zabraniał uczonym „republikańskim” odczytywania swych wykładów bądź wygłaszania ich z pamięci, a jednocześnie nakazywał sporządzanie z nich protokołów, by kontrolować polityczną poprawność uczonych. Podobne praktyki, choć w zmienionej formie, stosowane były później w Rosji sowieckiej.

##### École polytechnique

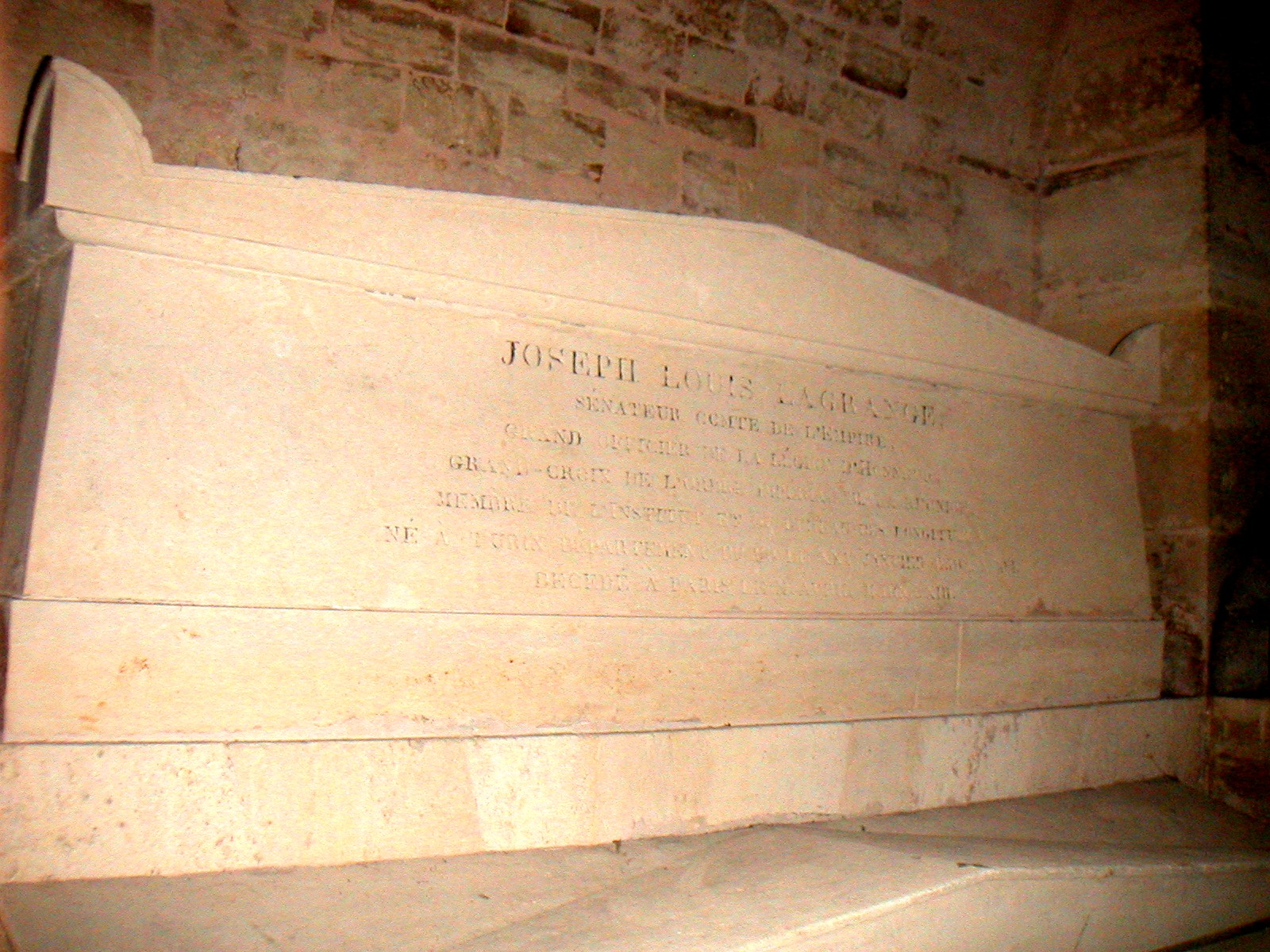
Grób Lagrange’a w paryskim Panteonie

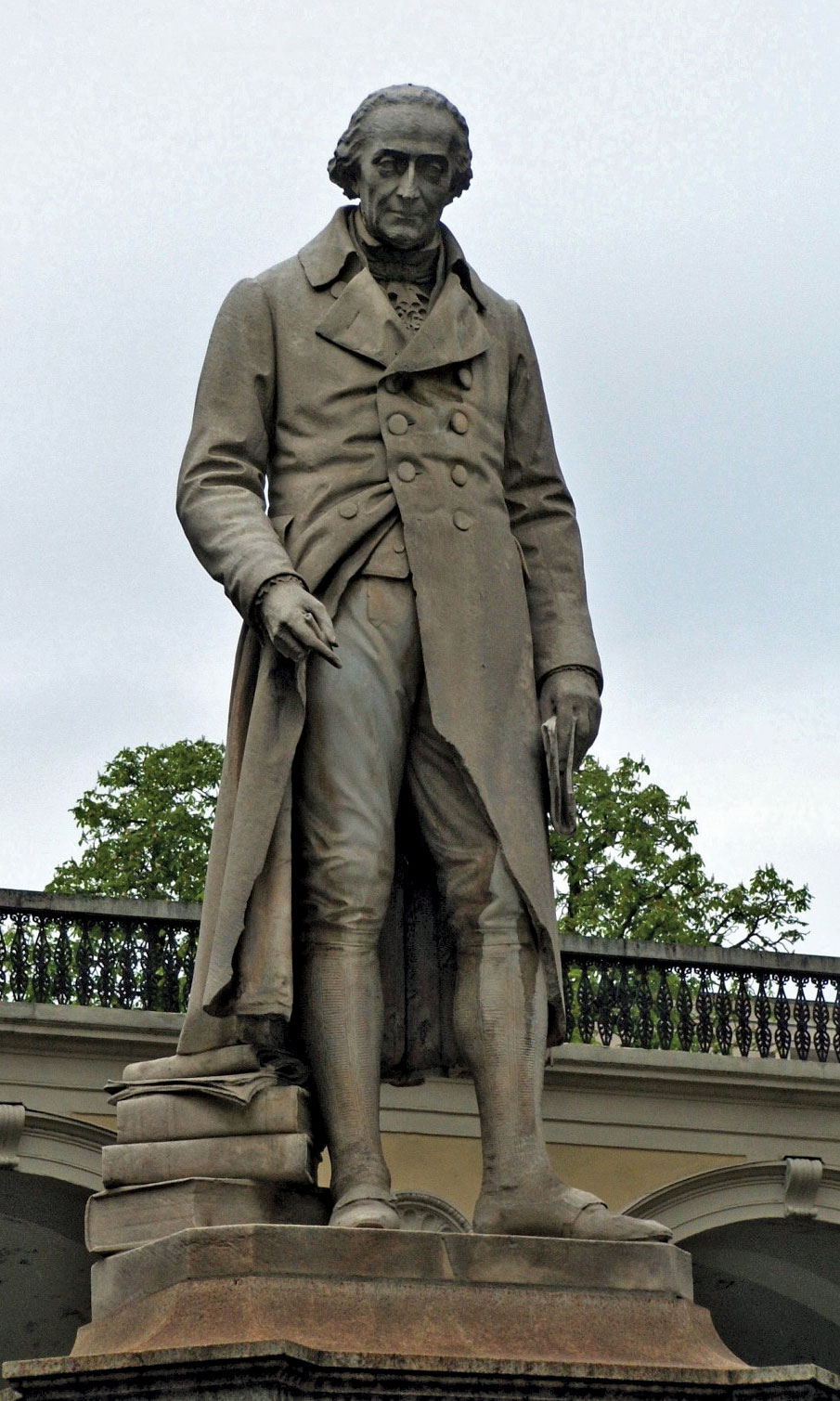
Pomnik Lagrange’a w rodzinnym Turynie

Gdy w roku 1797 utworzono École polytechnique, Lagrange natychmiast został powołany na jej profesora. Tu już mógł prowadzić wykłady na poziomie odmiennym od École normale, bo inny był charakter uczelni. Perfekcyjnie przygotowane od strony merytorycznej i formalnej – tak zostały opisane przez tych, którzy mieli okazję ich słuchać. W podejściu Lagrange’a najdrobniejszy problem był godny uwagi i stawał się punktem wyjścia do poszerzania wiedzy.
Pochodzące z tego okresu wykłady rachunku różniczkowego stały się podstawą do Théorie des fonctions analytiques, opublikowanej w roku 1797. W książce tej Lagrange traktuje funkcje jako formalne szeregi potęgowe, dzięki czemu analiza matematyczna stała się w tym ujęciu analizą algebraiczną. Zamiarem Lagrange’a było uwolnienie analizy matematycznej od niejasności związanych z pojęciem wielkości „nieskończenie małej” (wskazywanych już przez Berkeleya). Twierdzenie o wartości średniej, jedno z podstawowych dla rachunku różniczkowego funkcji jednej zmiennej Lagrange sformułował właśnie w wersji algebraicznej, bez interpretacji geometrycznej, jaką dziś mu nadajemy.
Niejasności te wynikały przede wszystkim z braku precyzyjnego rozumienia granicy funkcji, jak i samej funkcji (!) – dopiero po upływie pół wieku, dzięki pracom Cauchy’ego, Dirichleta i Weierstrassa pojawiły się ścisłe, nowoczesne definicje obu tych pojęć.

##### Teoria ułamków łańcuchowych
Kolejne dzieło, Résolution des équations numériques, opublikowane w roku 1798, było również efektem wykładów na Politechnice. Lagrange pokazał tutaj jak przybliżać rzeczywiste rozwiązania pewnych równań za pomocą ułamków łańcuchowych, rozwiązał równanie Pella oraz rozstrzygnął problem niewymierności okresowych ułamków łańcuchowych.

### Podsumowanie
Lagrange był przede wszystkim teoretykiem. Nie interesowało go praktyczne wykorzystanie jego wyników, a zagadnieniami praktycznymi (jak reforma systemu miar) zajmował się z konieczności. Miał tyle szczęścia (a może rozsądku), że nie wdawał się w działalność polityczną, nie był też jednoznacznie związany z żadną grupą społeczną. Dzięki temu w czasach zamętu uniknął losu Lavoisiera i Galois, dwóch wielkich Francuzów, którzy zginęli zamieszani w politykę.

## Wyróżnienia i upamiętnienie

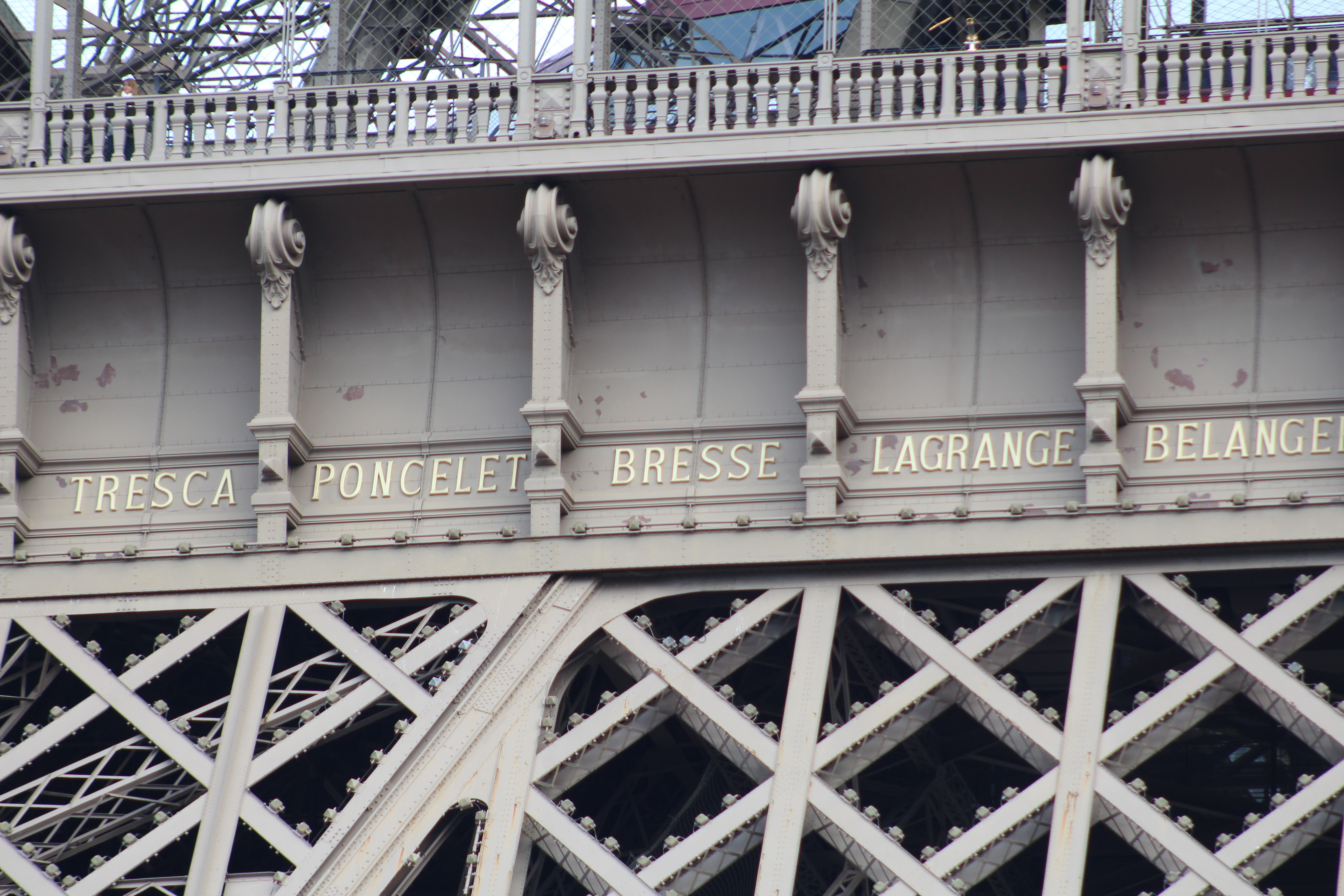
Nazwisko Lagrange’a na Wieży Eiffla w Paryżu – drugie od prawej

Od 1791 roku był członkiem Royal Society.
Jego nazwisko pojawiło się na liście 72 nazwisk na wieży Eiffla. Jest tam jedną z dwóch osób pochodzenia niefrancuskiego, obok Jacques’a Sturma związanego ze Szwajcarią.

### Nazewninctwo
Nazwisko Lagrange’a pojawia się w licznych terminach naukowych.
Analiza matematyczna
- Twierdzenie Lagrange’a (rachunek różniczkowy),
- mnożniki Lagrange’a,
- lagranżjan,
- równania Eulera-Lagrange’a.

Inne obszary matematyki
- tożsamość Lagrange’a,
- Twierdzenie Lagrange’a (teoria grup),
- Twierdzenie Lagrange’a o rozkładach liczb naturalnych,
- wielomiany Lagrange’a.

Fizyka
- punkt Lagrange’a,
- Mechanika Lagrange’a.

W uznaniu jego zasług:
- jedna z planetoid otrzymała nazwę (1006) Lagrange'a,
- jeden z kraterów księżycowych nazwano Lagrange.